# Policy and Charging Rules Function
| QS-Informatik | Dieser Artikel wurde wegen inhaltlicher Mängel auf der Qualitätssicherungsseite der Redaktion Informatik eingetragen. Dies geschieht, um die Qualität der Artikel aus dem Themengebiet Informatik auf ein akzeptables Niveau zu bringen. Hilf mit, die inhaltlichen Mängel dieses Artikels zu beseitigen, und beteilige dich an der Diskussion! (+) |

Policy and Charging Rules Function (PCRF) bezeichnet ein Netzelement in Mobilfunkdatennetzen. Es entscheidet in Echtzeit regelbasiert, welche Dienstqualität für Datenverbindungen gewährleistet werden soll, und wie dieser Datenverkehr abzurechnen ist.

## Funktionsweise
Hierzu werden die Packet Gateways (GGSN, PGW), die Netzwerkelemente, die verantwortlich sind für den eigentlichen Benutzerdatenverkehr, über ein Diameter-Protokoll (Gx) für jede einzelne Verbindung beim Aufbau und im weiteren Verlauf entsprechend gesteuert, zum Beispiel durch Vorgabe der Bandbreite (Uplink- und Downlink-Bitrate).
Ein PCRF hat üblicherweise weitere Schnittstellen zu Benutzerdatenbanken und zu Online-Charging-Systemen. Es wird in den internen Kontrollnetzen des Telekommunikationsnetzbetreibers positioniert.
Das PCRF steht unter anderem in Beziehungen zu Policy and Charging Control (PCC), Policy and Charging Enforcement Function (PCEF), Quality of Service Class Identifier (QCI). Die Packet Gateways gehören zur Gruppe der PCEF.

## Einsatzbereiche
Im Rahmen des IP Multimedia Subsystems (IMS) dient ein PCRF den Applikationsservern als Steuerpunkt zum Beeinflussen der Dienstgüte, zum Beispiel zur zeitweiligen Erhöhung der Bitrate für ein Sprach- oder Videogespräch. Dieser Einsatzfall spielt bei Evolved Packet System der Long Term Evolution im Zusammenhang mit VoLTE eine größere Rolle und bedingt oft den Einsatz eines PCRF.  Hierbei ist das QCI notwendig und Policy and Charging Enforcement Function (PCEF) via Gx Interface angebunden. Ersteres kennzeichnet die notwendige Dienstegüte und letzter setzt dieses gegenüber dem Netzwerk durch oder unterbindet dies (Gating-Funktion im Zusammenspiel des PCRF).
Weitere typische Einsatzfälle sind Fair-Use-Tarife, hier wird der Anwender etwa nach dem Erreichen einer monatsweise Festlegung auf ein Maximalvolumen auf eine kleine Bandbreite gedrosselt. Auch kann die PCRF die weitere Tarifierung (nach Volumen, nach Zeit, Einmalbeträge) Nutzer ermöglichen. Das PCRF kann dazu mit dem Online Charging System (OCS) interagieren und beispielsweise innerhalb einer Sitzung ein gewisses Datenvolumen anfordern und dessen Verbrauch überwachen. Sofern das Volumen verbraucht ist, die Sitzung jedoch aktiv bleibt, fordert die PCRF eine neue Freigabe für Volumen an, das OCS gewährleistet, dass nicht mehr verbraucht wird, als durch das Guthaben auf dem Kundenkonto genutzt werden kann. Vergleichbares gilt für die anderen Vergebührungsleitsätze (Zeit-, Volumentarife, Einmalbeträge oder Kombinationen daraus). Hier sind das Policy and Charging Control und Policy and Charging Enforcement Function aktiv.
Neuere 3GPP Entwicklungen des PCRF-Umfangs nehmen Schnittstellen zu DPI (deep packet inspection, TDF: traffic detection function) und zur applikationsspezifischen Steuerung des Datenverkehrs mit auf, ebenso wie Schnittstellen zu externen Applikationsanbietern. Weiterhin wird die Schnittstelle Sy zum OCS weiter standardisiert. Aktuell heißt die Schnittstelle zur Benutzerdatenbank Sp und ist nicht näher spezifiziert. In neueren Versionen der 3GPP Standards wird hier Ud als Ablösung von Sp genannt.
Die Schnittstelle vom PCRF zum Application Server (oder der Applikation Function AF) nennt sich Rx. Die Schnittstelle vom PCRF zum PCEF nennt sich Gx.

## Standardisierung
PCRF und die zugehörigen Schnittstellen werden durch 3rd Generation Partnership Project (3GPP) standardisiert und weiterentwickelt. Die PCRF-interne Logik bzw. Regelautomatik für die Verarbeitung der Informationen der verschiedenen Schnittstellen ist dabei nicht Teil des Standards.